# 维涅拉科特
维涅拉科特（法語：Vignes-la-Côte，法語發音：[viɲ la kot]）是法国上马恩省的一个市镇，位于该省中部，属于肖蒙区。

## 地理
维涅拉科特（48°16'7"N, 5°18'22"E）面积3.1 平方千米，位于法国大東部大區上马恩省，该省份为法国东北部内陆省份，北起马恩省和默兹省，西接奥布省，西南接科多尔省，东南接上索恩省，东临孚日省。
与维涅拉科特接壤的市镇（或旧市镇、城区）包括：昂德洛-布朗什维尔、罗尼翁河畔蒙托、雷内勒、里莫库尔、锡涅维尔。

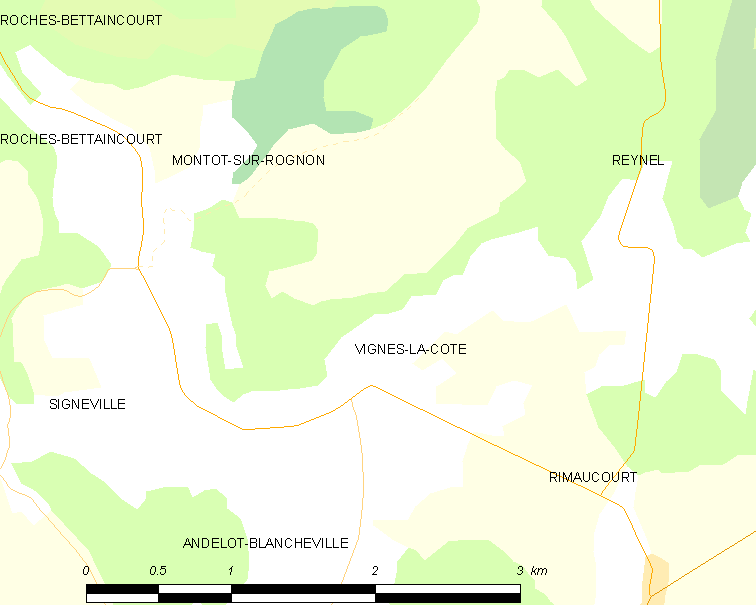
维涅拉科特的OSM定位图

维涅拉科特的时区为UTC+01:00、UTC+02:00（夏令时）。

## 行政
维涅拉科特的邮政编码为52700，INSEE市镇编码为52523。

## 政治
维涅拉科特所属的省级选区为博洛涅县。

## 人口

1962-2008年间维涅拉科特人口变化图示

维涅拉科特于2022年1月1日时的人口数量为66人。